# Villemoisson-sur-Orge
Villemoisson-sur-Orge – miejscowość i gmina we Francji, w regionie Île-de-France, w departamencie Essonne.
Według danych na rok 1990 gminę zamieszkiwały 6404 osoby, a gęstość zaludnienia wynosiła 2772 osób/km² (wśród 1287 gmin regionu Île-de-France Villemoisson-sur-Orge plasuje się na 289. miejscu pod względem liczby ludności, natomiast pod względem powierzchni na miejscu 853.).